# Calan Williams
Calan Williams (Perth, Australia; 30 de junio de 2000) es un piloto de automovilismo australiano.

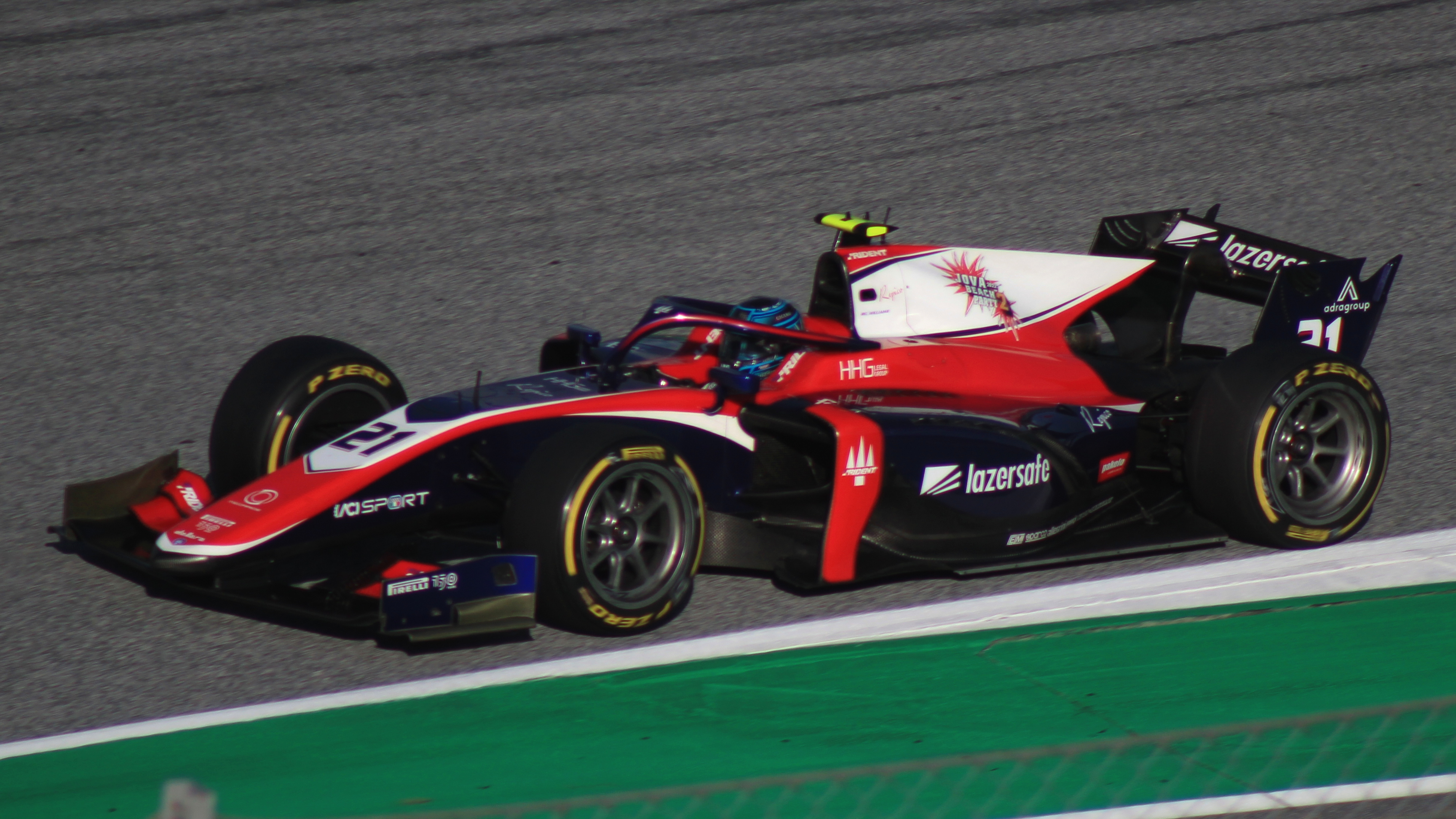
Williams en la ronda de Spielberg de Fórmula 2 2022.

## Carrera
Williams comenzó su carrera de automovilismo en karting, donde corrió hasta 2014. En 2015 hizo el cambio a Formula Racing cuando debutó en la Fórmula Ford, donde logró tres podios en las nueve carreras en las que compitió. En 2016, hizo su debut en el campeonato a tiempo completo. Tuvo cinco victorias consecutivas al final de la temporada y finalmente terminó segundo en el ranking.
En 2017, Williams se cambió al Campeonato de Australia de Fórmula 3, donde corrió para Gilmour Racing. Ganó once de las dieciocho carreras y se convirtió en un campeón convincente en la clase.
En 2018, Williams hizo el cambio a Europa, compitiendo en el Eurofórmula Open con el equipo Fortec Motorsports. Su mejor lugar fue sexto en Hungaroring, y terminó undécimo con 25 puntos.
En 2019, Williams comenzó la temporada en la neozelandesa Toyota Racing Series con el equipo MTEC Motorsport. Terminó doce de las quince carreras en el top 10, pero solo terminó en el top 5 en Manfeild: Circuit Chris Amon. Con 183 puntos, terminó octavo en el ranking. Luego regresó al Euroformula Open, donde continuó su asociación con Fortec Motorsports. Aunque sus resultados mejoraron, su cuarto puesto en el Red Bull Ring fue su mejor clasificación, cayó al decimotercero en el puntaje final con 53 puntos.
En 2020, Williams cambia al Campeonato de Fórmula 3 de la FIA, donde correrá para Jenzer Motorsport.

## Resultados

### Campeonato de Fórmula 3 de la FIA
(Clave) (negrita indica pole position) (cursiva indica vuelta rápida puntuable)

| Año  | Escudería         | 1    | 1    | 2    | 2    | 3   | 3   | 4    | 4    | 5    | 5    | 6   | 6   | 7   | 7   | 8   | 8   | 9   | 9   | Pos. | Puntos | Ref.  |
| ---- | ----------------- | ---- | ---- | ---- | ---- | --- | --- | ---- | ---- | ---- | ---- | --- | --- | --- | --- | --- | --- | --- | --- | ---- | ------ | ----- |
| 2020 | Jenzer Motorsport | SPI1 | SPI1 | SPI2 | SPI2 | BUD | BUD | SIL1 | SIL1 | SIL2 | SIL2 | BAR | BAR | SPA | SPA | MNZ | MNZ | MUG | MUG | 31.º | 0      | [ 1 ] |
| 2020 | Jenzer Motorsport | 21   | 17   | 25   | 23   | Ret | 15  | 14   | 14   | Ret  | Ret  | 25  | 14  | 16  | 25  | 25  | 18  | 19  | 21  | 31.º | 0      | [ 1 ] |

| Año  | Escudería         | 1   | 1   | 1   | 2   | 2   | 2   | 3   | 3   | 3   | 4   | 4   | 4   | 5   | 5   | 5   | 6   | 6   | 6   | 7   | 7   | 7   | Pos. | Puntos | Ref.  |
| ---- | ----------------- | --- | --- | --- | --- | --- | --- | --- | --- | --- | --- | --- | --- | --- | --- | --- | --- | --- | --- | --- | --- | --- | ---- | ------ | ----- |
| 2021 | Jenzer Motorsport | BAR | BAR | BAR | LEC | LEC | LEC | SPI | SPI | SPI | BUD | BUD | BUD | SPA | SPA | SPA | ZAN | ZAN | ZAN | SOC | SOC | SOC | 19.º | 15     | [ 2 ] |
| 2021 | Jenzer Motorsport | 18  | 11  | 21  | 3   | 8   | 12  | 16  | 15  | 9   | 17  | 24  | 17  | 24  | Ret | 18  | 16  | 22  | 18  | 19  | C   | 12  | 19.º | 15     | [ 2 ] |

### Campeonato de Fórmula 2 de la FIA
(Clave) (negrita indica pole position) (cursiva indica vuelta rápida puntuable)

| Año  | Escudería | 1   | 1   | 2   | 2   | 3   | 3   | 4   | 4   | 5   | 5   | 6   | 6   | 7   | 7   | 8   | 8   | 9   | 9   | 10  | 10  | 11  | 11  | 12  | 12  | 13  | 13  | 14  | 14  | Pos. | Puntos | Ref.  |
| ---- | --------- | --- | --- | --- | --- | --- | --- | --- | --- | --- | --- | --- | --- | --- | --- | --- | --- | --- | --- | --- | --- | --- | --- | --- | --- | --- | --- | --- | --- | ---- | ------ | ----- |
| 2022 | Trident   | SAK | SAK | YED | YED | IMO | IMO | BAR | BAR | MON | MON | BAK | BAK | SIL | SIL | SPI | SPI | LEC | LEC | BUD | BUD | SPA | SPA | ZAN | ZAN | MNZ | MNZ | YMC | YMC | 23.º | 5      | [ 3 ] |
| 2022 | Trident   | 15  | 18† | 4   | 13  | 14  | 15  | 16  | 11  | 14  | 16† | 16† | 16  | 17  | 16  | 14  | 15  | 13  | 11  | 11  | 16  | 16  | 16  | 18  | 11  | 14  | Ret |     |     | 23.º | 5      | [ 3 ] |